# Ann & Andy
Ann & Andy was een Duits schlagerduo.

## Eerste samenstelling
Ann, geboren als Christiane Vogt-Ellis (Antwerpen, 25 november 1949) is een klassiek geschoolde zangeres, die onder andere actief was bij het orkest van de Belgische radio.
Andy, geboren als Luigi Eckehard Pelliccioni (Halle, 7 juni 1944) groeide op in de voormalige DDR en vluchtte aan het eind van de jaren 1950 naar Düsseldorf. Beiden zongen in de jaren 1960 in het koor van Günter Kallmann. Aan het eind van de jaren 1960 werden ze ontdekt door Hans Bertram. Als het duo Ann & Andy verscheen hun eerste single. In het midden van de jaren 1970 kwamen enkele successen, waaronder het nummer Zigeunerwagen. Aan het eind van de jaren 1980 kreeg Andy een ongeluk, waardoor het duo niet meer kon optreden. Ann probeerde haar geluk als soliste onder haar echte naam Chris Ellis.

## Tweede samenstelling
Ann zong in de jaren 1990 vooral bij galavoorstellingen en tijdens cruises. Bij haar platenlabel stond ook de Wuppertaler Michael Karp onder contract, die aan het begin van de jaren 1990 enkele optredens had met schlagerzanger Olaf Henning, maar wegens een solocarrière van laatstgenoemde scheidden zich hun wegen. Vooreerst ging hij werken in de textielhandel, maar uiteindelijk scoorde hij weer als zanger met het nummer Nur dein Clown uit de film American Pie. De platenfirma opperde het idee om het succesvolle duo Ann & Andy weer nieuw leven in te blazen. Chris Ellis en Michael Kamp konden het samen goed vinden en zodus herleefde het duo wederom met de nieuwe Andy. Hun eerste opname in 2003 Ein Mantel und ein Hut kreeg een plaats in de culturele hitparaden. Het nummer werd toegevoegd aan het eerste album Frei wie der Wind, met nieuwe nummer en nummers van het vorige duo.

## Discografie

### Singles
- 1974: Zigeunerwagen
- 1974: Mein Herz hat Feierabend
- 1975: Wenn wir uns am Abend wiedersehen
- 1975: Mondschein und Gitarren
- 1976: Du bist da
- 1976: Ein Zigeuner und ein blondes Mädchen
- 1977: El Porompompero
- 1977: Sevilla
- 1977: Lass Capri nie wieder vergehen
- 1989: Gold und Silber
- ####: Unser Dorf soll schöner werden
- 2003: Ein Mantel und ein Hut
- 2003: Jägerhochzeit

### Albums
- 1975: Ann & Andy
- 1979: Komm mit zum Schützenfest
- 1989: Zigeuner
- 2003: Frei wie der Wind

- MusicBrainz: d1d85539-f5a4-4196-80cf-02b6cb2affaf
- Virtual International Authority File: 143858155